# Bisbat de Ciudad Victoria
El bisbat de Ciudad Victoria (castellà: Diócesis de Ciudad Victoria, llatí: Dioecesis Civitatis Victoriensis) és una seu de l'Església Catòlica a Mèxic, sufragània de l'arquebisbat de Monterrey, i que pertany a la regió eclesiàstica Noreste. Al 2006 tenia 387.241 batejats sobre una població de 463.762 habitants. Actualment està regida pel bisbe Antonio González Sánchez.
La diòcesi comprèn 20 municipis de la part central de l'estat mexicà de Tamaulipas. La seu episcopal és la ciutat de Ciudad Victoria, on es troba la catedral de Sagrat Cor de Jesús. El territori s'estén sobre 38.000 km², i està dividit en 33 parròquies. El 2006, la diòcesi tenia 387.241 batejats sobre una població de 463.762 persones, equivalent al 83,5% del total.
La diòcesi va ser erigida el 21 de desembre de 1964 per la butlla Cum sit Ecclesia del papa Pau VI, prenent el territori dels bisbats de Matamoros i de Tampico.

## Cronologia episcopal
- José de Jesús Tirado Pedraza † (1 d'abril de 1965 - 25 de gener de 1973 nomenat bisbe auxiliar de Monterrey)
- Alfonso de Jesús Hinojosa Berrones † (12 de febrer de 1974 - 10 d'abril de 1985 nomenat bisbe auxiliar de Monterrey)
- Raymundo López Mateos, O.F.M. † (20 de desembre de 1985 - 3 de novembre de 1994 renuncià)
- Antonio González Sánchez,[2] des del 3 de novembre de 1995